# Луцій Ацилій
Луцій Ацилій (*Lucius Acilius, II ст. до н. е. ) — правник часів Римської республіки.

## Життя та творчість
Походив з роду Ациліїв. Про батьків немає відомостей. Був сучасником Марка Порція Катона Старшого. Належав до найстаріших коментаторів Законів XII таблиць. Його чудове знання права здобуло Атилію звання «Мудрого» (Sapiens). Відомий лише за свідченнями давніх авторів, зокрема Цицерона.